# اکسید مس کلسیم بیسموت استرانسیوم

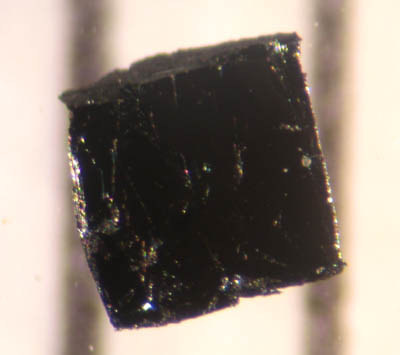
یک تکه کاپراته بیسموت و استرانسیم: این قطعه مکعبی است که لبه آن تقریباً ۱ میلی‌متر است.

اکسید مس کلسیم بیسموت استرانسیوم (BSCCO، به صورت بیسکو تلفظ می‌شود)، نوعی ابررسانای کاپرات است که دارای فرمول شیمیایی کلی Bi 2 Sr 2 Ca n -1 Cu n O 2 n +4+ x، با n برابر ۲، معمولترین ترکیب مورد مطالعه است (هر چند n = ۱ و n = ۳ نیز مورد توجه قرار گرفته‌اند). BSCCO اولین ابررسانای دمای بالا بود که حاوی عنصر خاکی کمیاب نبوده و به عنوان یک دسته کلی مواد کشف شد.
ابررسانای کاپرات، دسته مهمی از ابررساناهای با درجه حرارت بالا که دارای یک ساختار لایه ای دو بعدی (پروسکیت) هستند (به شکل سلول واحد بیسکو مراجعه کنید) با ابررسانایی که در یک صفحه اکسید مس اتفاق می‌افتد. بیشترین مطالعات بر روی دسته‌های BSCCO و YBCO از ابررساناهای کاپرات صورت می‌گیرد.
انواع خاصی از BSCCO معمولاً با استفاده از توالی تعداد یونهای فلزی وجود دارد؛ بنابراین Bi-2201 با n برابر ۱ ترکیب رو به رو را ایجاد می‌کند(Bi 2 Sr 2 Cu O 6+ x) و 2212 -Bi با n برابر ۲ ترکیب (Bi 2 Sr 2 Ca Cu 2 O 8+ x) را ایجاد می‌کند و Bi-2223 با n برابر ۳ ترکیب (Bi 2 Sr 2 Ca 2 Cu 3 O 10+ x) را ایجاد می‌کند.
خانواده BSCCO مشابه یک خانواده تالیم از ابررساناهای دمای بالا است که به TBCCO گفته می‌شود و دارای فرمول کلی Tl2Ba2Can−1CunO2n+4+x و یک خانواده جیوه HBCCO با فرمولHgBa2Can−1CunO2n+2+x. انواع دیگری از خانواده‌های ابررساناهاجود دارد. به‌طور کلی، دمای بحرانی آنها که در آن ابررسانا می‌شوند برای چند عضو اول افزایش می‌یابد و سپس کاهش می‌یابد؛ بنابراین Bi-2201 دارای T c ≈ ۳۳ است، Bi-2212 دارای T c ≈ ۹۶ است، Bi-2223 دارای T c ≈ ۱۰۸ است K و Bi-2234 دارای T c ≈ ۱۰۴ است (دماهای نوشته شده به کلوین می‌باشد). ترکیب عضو آخر بسیار دشوار تولید می‌شود.

## سیمها و نوارها

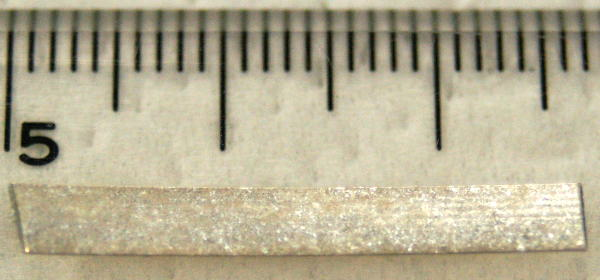
برای کاربردهای عملی، BSCCO با فرایند پودر در لوله با فلز نقره تبدیل به نوار می‌شود

BSCCO اولین ماده (HTS (high tempeture super conductive بود که برای ساخت سیمهای ابررسانا مورد استفاده قرار گرفت. تمام HTSها دارای طول انسجام بسیار کوتاهی هستند، این طول در مرتبهٔ ۱٫۶نانومتر است. این بدان معنی است که دانه‌های موجود در سیم پلی کریستالی باید در تماس بسیار خوبی با یکدیگر باشند - باید از نظر اتمی صاف و یکدست باشند. به علاوه، از آنجا که ابررسانایی فقط در صفحات اکسیژن مس وجود دارد، دانه‌ها باید به صورت کریستالوگرافی تراز شوند؛ بنابراین BSCCO گزینهٔ خوبی است زیرا دانه‌های آن را می‌توان هم با فرآوری مذاب و هم با تغییر شکل مکانیکی تراز کرد. لایهٔ دوگانه اکسید بیسموت فقط توسط نیروهای وان در والس ضعیف به یکدیگر متصل هستند؛ بنابراین مانند گرافیت یا میکا، تغییر شکل باعث لغزش در این صفحات BiO می‌شود و دانه‌ها تمایل به تغییر شکل به صفحات تراز شده دارند. بعلاوه، از آنجا که BSCCO با n برابر ۱و ۲ و ۳ وجود دارد، اینها به‌طور طبیعی مرزهای دانه کم زاویه را در خود جای داده‌اند، بنابراین در واقع از نظر اتمی صاف باقی می‌مانند. سیمهای نسل اول HTS (که به آنها 1G گفته می‌شود) سالهاست که توسط شرکتهایی مانند (AMSC) در ایالات متحده آمریکا و Sumitomo در ژاپن تولید می‌شوند، اگرچه AMSC اکنون تولید سیم‌های BSCCO را متوقف کرده و تولید سیم‌های ابر رسانا بر پایه YBCO را از سر گرفته(2G).
به‌طور معمول، پودرهای پیش ساز درون لوله ایی از جنس نقره قرار می‌گیرند و سپس از قطر آن خارج می‌شوند بعد از آن این لوله‌های متعدد خارج از قطر لوله نقره ایی دوباره در یک لوله نقره ای بسته‌بندی می‌شوند و مجدداً از قطر خارج می‌شوند، سپس اندازه بیشتری به پایین کشیده می‌شوند و در یک نوار صاف می‌غلتند. آخرین مرحله گفته شده، هم ترازی دانه‌ها را تضمین می‌کند. سپس نوارها در دمای بالا واکنش داده تا نوار هدایت چند لایه Bi-2223 متراکم و کریستالوگرافی شده را تشکیل دهد؛ مطابق سیمهای سیم پیچ‌ها در ترانسفورماتورها، آهن‌رباها، موتورها و ژنراتورها. نوارهای معمولی ۴ میلی‌متر عرض و ۰٫۲ میلی‌متر ضخامت دارند و جریان ۲۰۰ آمپر را از خود در دمای ۷۷ درجه کلوین عبور می‌دهد، تراکم جریان بحرانی در رشته‌های 5kA / mm 2 Bi-۲۲۲۳ می‌باشد و این مقدار با کاهش دما به‌طور قابل توجهی افزایش می‌یابد به طوری که بسیاری از برنامه‌ها در ۳۰–۳۵ درجهٔ کلوین اجرا می‌شوند، حتی اگر T c 108درجهٔ کلوین باشد.

## برنامه‌های کاربردی
انتقال قدرت الکتریکی:
- هادی‌های 1G ساخته شده از نوارهای چند لایه Bi-2223. به عنوان مثال.
  - پروژه ابررسانا هولبروک

آهنرباهای الکتریکی و منجر به جریان آنها:
- تست نوارهای BSCCO در سرن[۴]

## اکتشاف
BSCCO به عنوان دسته جدید ابررساناها در حدود سال ۱۹۸۸ توسط هیروشی مایدا و همکارانش در انستیتوی تحقیقات ملی فلزات در ژاپن کشف شد، اگرچه در آن زمان آنها قادر به تعیین ترکیب دقیق و ساختار آن نبودند. تقریباً بلافاصله بعد از اکتشاف آن چندین گروه و به ویژه برجسته Subramanian و همکاران. در دوپونت و کاوا و همکاران. در آزمایشگاه‌های AT&T Bell توانستند Bi-2212 را شناسایی کنند. دستهٔ n = ۳ ناپایدار بود و تا حدود یک ماه بعد توسط تالون و همکارانش در یک آزمایشگاه تحقیقات دولتی در نیوزیلند کشف و بررسی شد. از آن زمان تاکنون فقط بهبودهای جزئی در این مواد صورت گرفته‌است. یک پیشرفت اولیه مهم جایگزینی حدود ۱۵٪ از Bi با سرب بود که سرعت شکل‌گیری و کیفیت Bi-2223 را بهبود می‌داد.

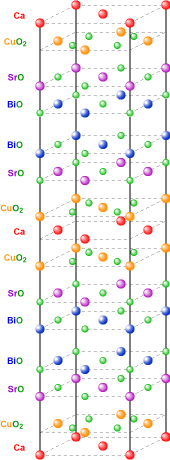
سلول واحد بلوری BSCCO-2212، شامل دو واحد تکرار است که توسط (۱ / ۲٬۰٬۰) جبران می‌شود. دیگر اعضای خانواده BSCCO ساختارهای بسیار مشابه هستند: ۲٬۲۰۱ یکی کمتر مس _{2} در بالا و نیمه پایین و هیچ لایه کلسیم، در حالی که ۲۲۲۳ دارای مس _{2} و Ca لایه اضافی در هر نیمه.

## خواص
برای اینکه BSCCO بتواند ابررسانا شود، باید توسط مقدار زیادی اتم اکسیژن (x در فرمول) بمباران شود. همان‌طور که در تمام ابررساناهای دمای بالا (HTS) T c حساس به درجهٔ دوپینگ است: T c حداکثر برای Bi-2212(همان‌طور که برای اکثر HTSها است) هنگامی ایجاد می‌شود که حدود ۰٫۱۶ سوراخ در هر اتم مس به وجود داشته باشد. این حالت را دوپینگ بهینه می‌گویند. نمونه‌ها با دوپینگ پایین‌تر (و از این رو T cکمتر) عموماً به عنوان underdoped از آن‌ها یاد می‌شود، در حالی که مواد با دوپینگ بیش از حد (T c پایین‌تر) overdoped می‌گویند. با تغییر مقدار اکسیژن دوپینگ شده، T cنیز تغییر می‌کند. با بسیاری از اقدامات ، HTS overdoped ابررساناها قوی هستند، حتی اگر T c آنها کمتر از حد مطلوب، اما HTS underdopedها بسیار ضعیف هستند.
استفاده از فشار خارجی باعث می‌شود T را در نمونه underdoped تا حدی بالا می‌رود که در فشار محیط ماکزیمم خود را نیز می‌گذرد. این موضوع کاملاً شناخته شده نیست، اگرچه یک اثر ثانویه ایی که وجود دارد این است که فشار باعث افزایش دوپینگ می‌شود. Bi-2223 از این جهت ساختار پیچیده ایی دارد چون دارای سه صفحهٔ متمایز اکسیژن-مس است. دو لایه بیرونی مس و اکسیژن معمولاً به دوپینگ مطلوب نزدیک هستند، در حالی که لایه‌های باقیماندهٔ داخلی به‌طور قابل توجهی از حد دوپینگ مطلوب فاصله دارند؛ بنابراین استفاده از فشار در Bi-2223 سبب می‌شود T افزایش یابد و به دمای حداکثر ۱۲۳ درجهٔ کلوین نزدیک شود، بهینه‌سازی دو صفحه خارجی نیز می‌تواند در افزایش تأثیر گذار باشد. پس از یک کاهش طولانی، T c پس از آن دوباره افزایش می‌یابد و به دمای ۱۴۰ درجهٔ کلوین نزدیک می‌شود به دلیل بهینه‌سازی صفحه داخلی؛ بنابراین یک چالش اساسی است که چگونه همه لایه‌های اکسیژن مس به‌طور همزمان بهینه‌سازی شود.
BSCCO ابررسانای نوع دو است. میدان بحرانی بالا H c2 در نمونه‌های پلی کریستالی Bi-2212 در 4.2 K اندازه‌گیری شده‌است به عنوان مثال
۲۰۰ ± 25 (cf ۱۶۸ ± 26 T برای نمونه‌های پلی کریستالی YBCO). در عمل، HTSها توسط میدان برگشت‌ناپذیری H *، که بالای آن گردابهای مغناطیسی ذوب یا جدا می‌شوند، محدود می‌شوند. حتی اگر BSCCO از میدان بحرانی بالاتری نسبت به YBCO داشته باشد، H * بسیار کمتری دارد (به‌طور معمول با ضریب کمتر از 100) بنابراین کاربرد آنها فقط به ساخت آهن‌رباهای میدان بالا محدود می‌شود. به همین دلیل است که هادیهای YBCO به BSCCO ترجیح داده می‌شوند، اگرچه ساخت آنها بسیار دشوارتر است.

## پتانسیل تراشه‌های منطقی ابررسانا
برای ساخت تراشه‌های ابررسانا، پیشنهاد شد که به دلیل پیشرفت در تکنولوژی لیزر آبی به خصوص لیزرهای ابی با دقت ۴۴۵، ۴۵۰ و ۴۰۵ نانومتر در حالت تک دیود، ممکن است به‌طور انتخابی اتم‌های Sr را در Bi-2223 برهنه کنید تا ترجیحاً مواد با Tc بالا طراحی شوند که برای استفاده در تراشه‌های رایانه مفید است. در این صورت، ساخت و تولید این موارد به صورت انبوه می‌تواند بسیار ساده باشد به عنوان مثال سطح گلوله عایق Mott با BSCCO از طریق MOVCD اصلاح شده و سپس لیزر تحت اکسیژن در شرایط بسیار خاص از میدان‌های الکترواستاتیک، دما و طول موج و با ترازبندی قطبش تا مرز دانه‌ها، آنیل می‌شود. اگر از نوع ۲۲۲۳ استفاده شود، Tc ممکن است به میزان قابل توجهی افزایش یابد و بنابراین از این مواد می‌شود در یک سنسور کوانتومی، اسکوئد و سایر برنامه‌های کاربردی دیگر که به این پارامترها نیاز دارد، استفاده کرد. این ایده در توییتر پیشنهاد شده‌است و مقاله ای با اطلاعات بیشتر در این باره در حال تألیف است و بحث‌های بیشتر در این باره در 4HV.org در حال انجام است. ایده اصلی از تک اتم استرانسیوم درخشان نشسته بین خلأ صفحات الکترواستاتیک الهام گرفته شده‌است که اتفاقاً دانشجوی دکترای جایزه ایی را به دلیل تلاش بر روی این ایده از آن خود کرده‌است.